# Печериця Олексій Васильович
Печериця Олексій Васильович (? − 1921) — голова Гришинської районної профспілкової організації "Горнотруд". "Горнотруд" виступав за "нейтральність і незалежність профспілок". Бухгалтер на Святогорівській копальні Російсько-бельгійського акціонерного товариства Ерастовських кам'яновугільних копалень, активіст робітничого руху.

## Біографія
Народився в сім'ї Печериці Василя Гнатовича та Раїси Олексіївни в Москві. Батько працював у Канцелярії військового міністерства, лист-водієм вищого порядку, вищого окладу г Москви. Обоє православного віросповідання.
Після закінчення школи, в 1910 році влаштувався бухгалтером на Святогірському руднику. Був організатором парт осередків на добропільських рудниках.
Сім'я переїхала на Святогорівскій рудник, в 1914 році там була відкрита школа. Першими вчителями в школі були мама і сестри Олексія О В Печериця, Р. О. Печериця, і Н І Ппечеріца.
У 1916 році на Святогоромском руднику почався великий страйк. Страйк очолив підпільний страйком, організований членом Гришинського комітету РСДРП Олексієм.
У березні 1917 року був обраний депутатом Ради Криворізької волості. У червні 1917 року брав участь в організації профспілкової організації гірників, увійшов до складу районної профспілкової оргоннізаціі як представник Ерастівського рудника.

З приходом австро німецької армії в 1918 році профспілки гірників були ліквідовані, керівництво профспілками перейшло спілці «Горнотруд» Печериця перейшов працювати в нелегальні підпільні правління спілки.

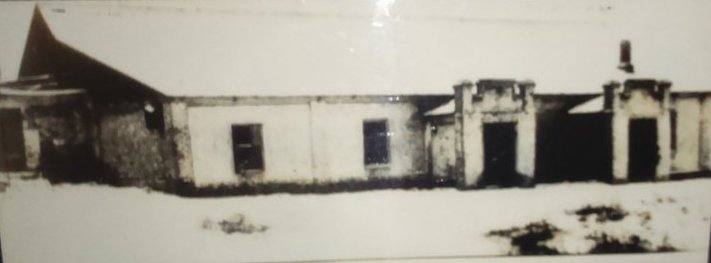
Будинок культури ім. Печериці Добропілля 1925 р.

У 1919 році виконуючи завдання Гришинського більшовицького комітету, потрапив в руки Державної варти Півдня Росії Петра Котенко в селі Степанівка. Революціонер витримав жорстокі тортури, не видав нікого зі своїх був живцем закопаний.
Був страчений махновцями в селі Степанівка 1921 році. У 1926 році в Добропілля був відкритий перший на території міста клуб ім. О. В. Печериці.
У 1966 році був перепохований на Дінасовскому кладовищі міста Красноармійська.

## Пам'ять
Іменем революціонера названа вулиця в місті Добропілля, в місті був клуб ім. Печериці.